# 1565 en philosophie
Chronologie de la philosophie
- 1561
- 1562
- 1563
- 1564
- 1565
- 1566
- 1567
- 1568
- 1569

L’année 1565 a été marquée, en philosophie, par les événements suivants :

## Publications
- Pierre de La Place : Commentaires de l’état de la religion et de la république sous les rois Henri & François seconds & Charles neuvième (en 7 livres), 1565 (traduit en latin en 2 volumes en 1575-77 et inséré dans les Mémoires sur l’histoire de France).

## Naissances
- 6 octobre[1] à Paris : Marie de Gournay (née Marie Le Jars), morte le 13 juillet 1645 à Paris, est une femme de lettres française des XVIe et XVIIe siècles et « fille d’alliance »[2] de Michel de Montaigne, dont elle publia en 1595 la troisième édition des Essais, augmentée de toutes les corrections manuscrites du philosophe.